# Вулиця Виговського (Львів)
Вулиця Виго́вського — одна з основних магістральних вулиць у Залізничному районі Львова, в місцевостях Сигнівка та Скнилівок. Сполучає вулицю Городоцьку з вулицею Володимира Великого. Остання утворює із нею своєрідну вісь, яка завершується перехрестям з вулицею Стрийською навпроти колишнього Львівського автобусного заводу. Також вулиця Виговського утворює перехрестя з вулицею Кульпарківською.
Прилучаються вулиці Сигнівка, Головатого, Патона, Олекси Синявського, Віталія Сапила, Любінська, Чорнобаївська, Олени Кульчицької, Скнилівська, Смотрицького та з 1-го по 8-ий Скнилівські провулки.

## Історія
Прокладена у 1920-х роках, на території приміської громади Сигнівка, яка 1930 року увійшла до меж міста. Спочатку вулиця мала назву Пуста. У 1963 році отримала назву — вулиця Валентини Терешкової — на честь першої у світі жінки-космонавта Валентини Терешкової. Сучасна назва походить з 1991 року, на честь українського військового, політичного та державного діяча, гетьмана Війська Запорозького Івана Виговського.

## Забудова, основні об'єкти
Забудова вулиці досить різноманітна, тут присутні майже всі стилі та типи житлової забудови XX століття: одно- та двоповерховий конструктивізм 1930-х років, одноповерховий конструктивізм 1950-х років, п'яти- та дев'ятиповерхова житлова забудова 1960-х—1980-х років, чотирнадцятиповерхова 1980-х років, сучасні приватні садиби та десятиповерхова 2010-2020-х років.

### Від Мотозаводу до вулиці Любінської
При перехресті з вулицею Городоцькою знаходиться відділення поштового зв'язку № 22, що міститься у довоєнному будинку. Вся забудова парного боку до вулиці Сигнівки — малоповерхові приватні будинки, які належать до місцевості Сигнівка.
Непарний бік вулиці Виговського розпочинається з дев'ятиповерхового будинку — він збудований на початку 1970-х років і є першим дев'ятиповерховим будинком, зведеним у Львові. Одразу за ним починається мікрорайон «хрущовок», який тягнеться аж до вулиці Любінської. З парного боку від Сигнівки до Любінської частково складається з громадської забудови (міська комунальна поліклініка № 5, Залізнична районна адміністрація, ЦНАП), частково з приватної забудови, яка належить до місцевості Сигнівка. У 1960-х роках управління Львівської залізниці, збудувало дві чотириповерхівки під № 31 та № 37 для своїх працівників.

### Від вулиці Любінської до Кульпарківської
Більша частина непарної сторони вулиці Виговського — житлова забудова 1970-1980-х років, при цьому вздовж вулиці розташовані 9-поверхові будинки, також тут є чимало 5-поверхових будинків. Вздовж парної сторони вулиці Виговського розташований Скнилівський парк, який тягнеться від вулиці Любінської до ТВК «Південний», одразу за «Південним» розташований торговельний центр «ВАМ». Далі аж до вулиці Кульпарківської простягається приватна забудова, що належить до місцевості Скнилівок.

## Установи

### Медичні заклади
При перехресті вулиці Кричевського з вулицею Сигнівка, розташована комунальна 5-а міська клінічна поліклініка, що має адресу — вулиця Виговського, 32. Будівля поліклініки складається з двох корпусів — семиповерхового (сімейне поліклінічне відділення) та триповерхового (дитяче поліклінічне відділення) 5-ї міської клінічної поліклініки, зведених наприкінці 1970-х років. На першому поверсі медустанови міститься травматологічний пункт № 1, а також аптечний пункт мережі аптек «Пульс».
До триповерхового корпусу 5-ї міської клінічної поліклініки прибудовано одноповерхову будівлю, яка також має адресу — вулиця Виговського, 32, де від кінця 1970-х років й до 2012 року містилася аптека. Від 2016 року тут міститься територіальний підрозділ ЦНАП Залізничного району міста Львова.
За адресою, вул. Виговського, 41, працює амбулаторія сімейної медицини № 1 центру первинної медичної допомоги Комунального некомерційного підприємства «5-а міська клінічна поліклініка м.Львова».
Також на вул. Виговського знаходяться аптеки «DS» (вул. Виговського, 17 та 100), «Знахар» (вул. Виговського, 29а), «Аптека» (вул. Виговського, 83), «Подорожник» (вул. Виговського, 3), «Пульс» (вул. Виговського, 32) та інші.

### Адміністративні установи
В будинку № 34 знаходиться будівля Залізничної районної адміністрації — чотириповерховий адміністративний будинок, в якому окрім адміністрації знаходяться інші адміністративні структури Залізничного району (прокуратура, Відділ народної освіти, фінансовий відділ, товариство Червоного Хреста тощо), а також є банківське відділення. Будівлю адміністрації було зведено у 70-х роках минулого століття, спочатку тут розташовувалися Залізничний районний комітет Компартії України та Залізничний райвиконком.

### Торгівля

ТВК «Південний»

Основні торговельні заклади на вулиці Виговського зосереджені з парного боку в проміжку між Скнилівським парком та Скнилівськими провулками.
Одразу за Скнилівським парком розташований ТВК «Південний» — найбільший торговельний комплекс Львова, площею 13 гектарів. На «Південному» розміщено 14 торговельних центрів, де працює майже 17000 львів'ян, з них 2500 — представники малого й середнього бізнесу.
Ще одним значним представником європейського шопінгу на вулиці Виговського є торговий центр «ВАМ», який було відкрито 2002 року по сусідству з ТВК «Південний». На першому поверсі розташовано продуктовий супермаркет «Сільпо», відділення АТ «Таскомбанк», хімчиста «Чисто», траторія «Marchello» та низка невеличких крамничок, на другому — магазини одягу, косметики, побутової техніки. Також на вулиці Виговського працюють продуктові крамниці мереж СМ «АТБ» (вул. Виговського, 29), «Свій маркет» (до 2016 року — «Наш Край»; вул. Виговського, 45а) та «Сім23» (вул. Виговського, 47а) та інші.

### Культурно-освітні заклади
- № 7а — львівська середня загальноосвітня школа № 77 з поглибленим вивченням економіки та управлінської діяльності[16];
- № 43а — дошкільний навчальний заклад № 51;
- № 75 — дошкільний навчальний заклад комбінованого типу ясла-садок № 75 «Соняшник»;
- № 79 — бібліотека-філія № 32 ЦБС для дорослих м. Львова.

## Культові споруди

Церква Вознесіння Господнього

При вулиці Виговського розташовано дві церкви. Поблизу перехрестя з вулицею Любінською розташована двоярусна церква Вознесіння Господнього, яка належить до Православної церкви України. Її будівництво розпочалося у 1998 році з каплиці, яку згодом було перебудовано на храм, який освячено 22 листопада 2009 року.
Друга церква — дерев'яний храм Покрови Пресвятої Богородиці, розташований поруч з ТВК «Південний». Церква збудована 2008 року у лемківському стилі та належить також до Православної церкви України.

## Скнилівський парк
Скнилівський парк розташований у Залізничному районі та обмежений вулицями Виговського, Любінською, Скнилівською та львівським летовищем імені короля Данила. Парк є відносно молодим — його було закладено у 1974 році під назвою «Парк імені 50-річчя СРСР». Однак вже на початку 1990-х років він отримав сучасну назву Скнилівський парк, на згадку про колишнє міське село Скнилівок.

## Парк імені Івана Виговського
Колишній сквер розташований у Залізничному районі та обмежений вулицями Виговського та Олени Кульчицької, який рішенням сесії Львівської міської ради від 25 березня 2010 року отримав статус парку. Площа парку складає 5,2 га.

## Пам'ятники, меморіальні таблиці
У сквері між будівлями 5-ї міської клінічної поліклініки та Залізничної районної адміністрації була розташована скульптурна композицію «Космонавтика» — три промені-зірки та людина у скафандрі. Поява цієї скульптурної композиції у 1983 році пов'язана із старою назвою вулиці на честь першої першої жінки—космонавта Валентини Терешкової. Через свою ідеологічну нейтральність скульптурну композицію, ні у 1990-х роках, ні у 2015 році не було демонтовано. І лише 8 листопада 2023 року скульптурна композиція «Космонавтика» демонтована і перенесена в Музей тоталітарних режимів «Територія терору».
В приміщенні Залізничної районної адміністрації, на першому поверсі, встановлене погруддя гетьмана Івана Виговського (автор — скульптор Роман Романович).
Другий пам'ятник — Жертвам голодомору-геноциду та депортацій XX століття розташований на подвір'ї церкви Покрови Пресвятої Богородиці, що розташована на території ТВК «Південний».
На будинку № 58, де у 1960—1982 роках мешкав і працював преосвященний владика Никанор (Дейнега), на згадку про нього встановлена меморіальна таблиця.

Пам'ятник Жертвам голодомору-геноциду та депортацій XX століття
Погруддя гетьмана Івана Виговського у приміщенні Залізничної райдержадміністрації м. Львова
Меморіальна таблиця преосвященному владиці Никанору (Дейнезі)

## Транспорт
Вулиця Виговського є однією з найважливіших магістралей Залізничного району Львова, тож на всій довжині вона має дві смуги для руху транспорту у кожен бік. Також вулицею курсує значна кількість автобусних маршрутів міського та приміського сполучення.

### Тролейбус
По вулиці Виговського до перетину з вулицею Патона курсують лише тролейбуси, при цьому тролейбусна мережа розвивалася разом із вулицею. Першим тролейбусним маршрутом, яким можна було дістатися нинішньої вулиці Виговського, став тролейбусний маршрут № 3, який у 1955 році сполучав пл. Міцкевича через вулицю Городоцьку із зупинкою «Льотне поле» — він проходив повз початок тодішньої вулиці Валентини Терешкової. У 1960 році до нього додався тролейбусний маршрут № 7, який з'єднав площу Кропивницького через вулицю Городоцьку із станцією Скнилів.
Однак на самій вулиці Виговського тролейбусна лінія була прокладена у другій половині 1960-х років на проміжку між вулицями Любінською та Патона — для тролейбусного маршруту № 10. Водночас з'явився тролейбусний маршрут № 9, який перетинає вулицю по Любінській.
У 1972 році було змінено тролейбусний маршрут № 3, який з'єднав вулицю Прапорну із тролейбусним депо, тож у зв'язку з цим тролейбусну лінію від вулиці Виговського продовжили від перехрестя Любінської до Кульпарківської — у такому вигляді тролейбусна лінія на Виговського функціонує й досі. У 1984 році сталась ще одна радикальна зміна тролейбусного руху — у зв'язку з розширенням вулиці Любінської, тролейбус № 10, у напрямку центру, почав їздити за наступним маршрутом: вулиця Патона — Валентини Терешкової (нині — Виговського) — Кульпарківська.
Нині окрім тролейбусних ліній № 3 та 10 початку вулиці Виговського можна дістатись по Городоцькій маршрутом № 7, середини — тролейбусом № 9, що курсує по Любінській, а також тролейбусом № 2 по вулиці Кульпарківській, яка так само сполучається з вулицею Виговського.
Від 1 липня 2019 року змінилася нумерація тролейбусних маршрутів у Львові. Згідно цих змін, колишній тролейбусний маршрут № 3 став № 23.
З 10 червня 2020 року було відновлено тролейбусний маршрут № 30, який до липня 2019 року мав № 10.

## Цікаві факти
Між вулицями Виговського та Щирецькою розташований найбільший у Львові — ТВК «Південний», на території якого 14 вересня 2002 року відкритий дерев'яний храм Покрови Пресвятої Богородиці, розбудований у 2008 році. Чин освячення здійснив предстоятель УАПЦ митрополит Мефодій. У Службі Божій, яку правив архієпископ Львівський Макарій. По сусідству, 2002 року, споруджений перший львівський торговий центр «ВАМ» торгової мережі продовольчо-промислових супермаркетів «Сільпо».